# Krátké vlny
Krátké vlny (zkratka KV nebo též SW z anglického Short Wave) je oblast elektromagnetického záření používaná především pro přenos rozhlasového a radiového signálu v atmosféře. Označení vyplývá z toho, že jeho vlnová délka je kratší než pro tzv. střední a dlouhé vlny.

Odraz krátkých vln v ionosféře objevil britský fyzik E. V. Appleton

Podle definice frekvenční obor zahrnuje frekvence od 3 do 30 MHz, což odpovídá vlnovým délkám 100 až 10 metrů. Pro přenos zvukového signálu se převážně používá amplitudová modulace, ale například pro přenos v pásmu označovaném "CB" (kolem 27 MHz) je standardem modulace kmitočtová.

## Šíření krátkých vln
Výhodou krátkých vln je způsob jejich šíření v atmosféře – díky mnohonásobným odrazům k nimž dochází na ionizovaných částicích ve vyšších vrstvách (ionosféra) není nutná přímá dohlednost mezi vysílačem a přijímačem, takže jejich vzájemná vzdálenost může dosáhnout i tisíců až desítek tisíc kilometrů. Toho se využívá pro přenos vysílání i mezi kontinenty. Slabinou jsou naopak nestabilní podmínky šíření. Podle denní a roční doby, kmitočtu, sluneční aktivity a dalších vlivů se dosah jinak stejného vysílacího zařízení může měnit od několika desítek do několika tisíc kilometrů a to i během několika hodin.

## Rozhlasové vysílání v pásmu krátkých vln
Naprostá většina rozhlasových stanic vysílá na přidělených kmitočtech ve vybraných pásmech krátkých vln. Jsou to pásma:
- 16 metrů (cca 17,40 až 18,10 MHz)
- 19 metrů (cca 15,10 až 15,60 MHz)
- 25 metrů (cca 11,40 až 12,00 MHz)
- 31 metrů (cca 9,45 až 10,10 MHz)
- 41 metrů (cca 7,00 až 7,60 MHz)
- 49 metrů (cca 5,80 až 6,25 MHz).

V rámci těchto pásem jsou frekvence rozmístěny se standardizovanými odstupy 10 kHz.

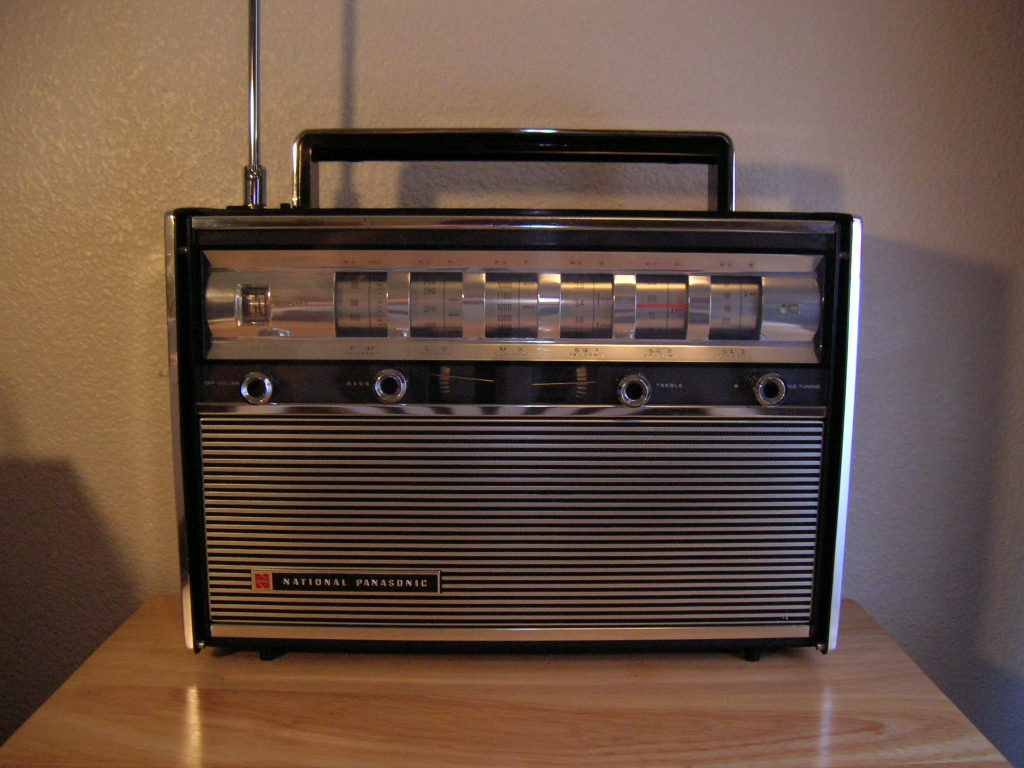
Krátkovlnný radiový přijímač

Velmi často má jediná stanice přiděleno několik kmitočtů v různých pásmech a používá je k vysílání současně resp. postupně v průběhu dne. Během dne se totiž v důsledku dopadajícího slunečního světla mění ionizace molekul v atmosféře a tím i podmínky šíření krátkých vln. V ranních a večerních hodinách jsou tak pro příjem nejvýhodnější delší vlnové délky, naopak přes den se lépe šíří vlnové délky kratší.

### Rušení zahraničních stanic
Prostřednictvím krátkých vln se často vysílají zahraniční programy rozhlasových stanic do zemí, kde je omezená svoboda projevu nebo kde je zavedena cenzura. Například pro Československo před Sametovou revolucí vysílala na krátkých vlnách řada stanic, mezi jinými Svobodná Evropa, Hlas Ameriky, Deutsche Welle, jejichž program byl tehdejšími státními a stranickými orgány označován za nepřátelskou propagandu a pomocí rušiček s různou účinností rušen. Jejich ústředním sídlem byla vesnice Pohodlí u Litomyšle. Zahraniční vysílání bylo rušeno také v době 2. světové války, kdy za jeho poslech hrozil trest vězení nebo smrti.